# Morainville-Jouveaux
Morainville-Jouveaux é uma comuna francesa na região administrativa da Normandia, no departamento de Eure. Estende-se por uma área de 15,05 km². Em 2010 a comuna tinha 378 habitantes (densidade: 25,1 hab./km²).